# The Life and Suffering of Sir Brante
The Life and Suffering of Sir Brante, также «Жизнь и страдания господина Бранте в эпоху падения блаженной империи Аркнов» — текстовая компьютерная ролевая игра, разработанная российской студией Sever и выпущенная компанией 101XP для Windows в 2021 году.

## Игровой процесс
Brante представляет собой текстовую игру, схожую с визуальными новеллами или книгами-играми: происходящее на экране оформлено в виде раскрытой книги. Игра излагает происходящие с героем события в виде текста, потом предлагает игроку выбрать одно из действий на выбор, и затем вновь текстом описывает последствия выбранного действия. У героя есть набор характеристик, которые необходимо постепенно увеличивать; те или иные выборы могут повысить определённые характеристики героя, но многие действия и нельзя выбрать, если имеющиеся характеристики слишком малы или слишком высоки. Таким образом, выбранные игроком действия влияют на доступность других действий в будущем. «Запас сил» представляет собой одну особо важную характеристику — многие поступки тратят силы, но некоторые — восполняют. Если «запаса сил» будет не хватать, в каких-то ситуациях игрок не сможет выбрать желаемое действие и будет вынужден выбрать другой, менее привлекательный вариант. Brante нелинейна — различные решения приводят к различным исходам.

## Мир и сюжет
Действие игры разворачивается в фэнтезийном государстве под названием Блаженная Аркнийская Империя, напоминающем Европу эпохи Возрождения: здесь распространяется порох и книгопечатание, сосуществуют расцвет философской мысли и зверства инквизиции, становление абсолютизма и сопротивление старой родовой аристократии новым гражданским свободам. Подобно Франции времён Старого порядка, население Империи разделено на три Удела — сословия дворян, духовенства и простолюдинов. К аристократии принадлежат все представители расы аркнов, когда-то создавших государство, но также и люди — представители старых родов или заслужившие дворянство на военной или чиновничьей службе. В Империи поклоняются двум богам — Близнецам, Старшему и Младшему, нисходивших на землю за тысячу лет до событий игры; эти божества воплощают в себе добродетели — волю, закон и любовь. Боги даровали жителям Империи по четыре жизни: если кто-либо из последователей Близнецов погибнет из-за несчастного случая или злого умысла, то возродится в тот же день целым и невредимым. Однако четвёртая смерть — «истинная», необратимая. 
Игра прослеживает жизнь героя — господина Бранте — от рождения и разделена на пять глав: «Детство», «Отрочество», «Юность», «Мир» и «Восстание». Начиная с «Юности», игрок может выбрать одну из трёх карьер: дворянина, священника, присоединяющегося к инквизиции или «безудельного» — революционера, пытающегося свергнуть власть Империи. На каждом из этих путей Бранте сталкивается с различными персонажами — антагонистами и романтическими интересами, преодолевает различные препятствия и может поступать так или иначе — например, в роли священника он может преследовать отступников от веры или, наоборот, помочь провести религиозную реформацию. От решений игрока зависит и судьба семьи Бранте — ближайших родственников героя. В финале игра сообщает, какой — в зависимости от действий игрока — была дальнейшая судьба героя, окружающих его персонажей и Империи в целом.

## Разработка
В основе Brante лежит вселенная «Талисмана» — серии ролевых игр живого действия, проходивших в Красноярске с конца 1990-х годов. Для поздних игр «Талисмана» была характерна максимально прописанная вселенная и упор на индивидуальные истории персонажей, а не командную игру. Один из мастеров игры Фёдор Слюсарчук описывал ключевую концепцию поздних «Талисманов» словами «роль — как боль»: каждый игровой персонаж должен был сталкиваться с какой-то мучительной проблемой, не имеющей на начало игры ясного решения. Позже Фёдор Слюсарчук предложил томской студии Sever создать видеоигру, действие которой происходило бы в мире «Талисмана» и вдохновлялось его философией. Brante задумывалась как «философское фэнтези», где в центре истории должны были стоять моральные, политические и философские дилеммы. По воспоминаниям главы студии Дмитрия Иванова, базовый концепт игры устоялся с самого начала
До Brante студия занималась в основном прикладными играми — образовательными, диагностическими, играми для бизнеса. Слюсарчук сам предложил студии деньги на разработку игры, и Иванов охотно взялся за этот проект: для Sever это был шанс расширить команду и сделать её постоянной. В 2019 году Иванов решил, что заниматься образовательными и прикладными играми ему больше не интересно, и переключил все силы студии на Brante как первую художественную игру Sever. Сотрудники студии, чтобы погрузиться в мир «Талисмана», сами провели несколько живых и настольных ролевых игры по этой вселенной, и сами исполняли роли некоторых персонажей, появляющихся в игре. Иванов утверждал, что в написании текстов сценаристы мало оглядывались на другие компьютерные игры, считая их литературный уровень и качество драматургии слабыми — вместо этого источниками вдохновения для Brante стали книги: русская литературная классика XIX века, книги о революционной Франции XVIII века, как «Девяносто третий год» Виктора Гюго, и историко-приключенческие книги Вальтера Скотта, Александра Дюма, Артуро Перес-Реверте. Написанием текстов занималась сложно устроенная команда сценаристов: в ней одни сотрудники отвечали за модель и архитектуру сюжетных линий, другие проектировали сцены и третьи писали собственно художественный текст. 
Студия провела краудфандинговую кампанию на площадке Planeta.ru — это позволило привлечь к разработке дополнительные средства и создать вокруг игры заинтересованное сообщество. Изначально локализация игры на другие языки не планировалась, Brante должна была предназначаться только для русскоязычной аудитории; впрочем, позже по соглашению с издателем студия локализации Levsha полностью перевела игру на английский язык. Разработчики оценивали объём текста в игре в 350 тысяч слов, представители Levsha — в 500 тысяч. По словам разработчиков, примерно 40% продаж игры пришлись на зарубежные страны, из них почти 50% — на США, но игра также хорошо продавалась в испаноязычных странах и во Франции. Игра была выпущена издательством 101XP для Windows через сети цифровой дистрибуции Steam и Epic Games Store 4 марта 2021 года. 10 февраля 2022 года игра была выпущена для консолей PlayStation 4, PlayStation 5, Xbox One и Xbox Series X/S.

## Отзывы и критика
| Сводный рейтинг       | Сводный рейтинг |
| Агрегатор             | Оценка          |
| --------------------- | --------------- |
| Metacritic            | 82/100          |
| OpenCritic            | 83/100          |
| «Критиканство»        | 78/100          |
| Иноязычные издания    |                 |
| Издание               | Оценка          |
| RPGFan                | 85/100          |
| Русскоязычные издания |                 |
| Издание               | Оценка          |
| Riot Pixels           | 68 %            |
| StopGame.ru           | [ 4 ]           |
| «Игромания»           | [ 16 ]          |

По данным агрегатора рецензий Metacritic, игра получила «в целом положительные» отзывы прессы. Боб Ричардсон в обзоре для сайта RPGFan сравнивал игру с «полётом Икара» в попытке задать новую планку среди приключенческих игр, где у принятых игроком решений есть последствия. Ричардсон назвал мир игры «по-настоящему жутким», а иллюстрации — прекрасными, хотя впечатления обозревателя от игры и подпортил баг, из-за которого показанная концовка не соответствовала принятым в ходе игры решениям. Андрей Дуванов из «Игромании» счёл сильными сторонами игры увлекательный нелинейный сюжет, моральные дилеммы, хорошо написанные тексты и приятное аудиовизуальное оформление, но сетовал на то, что прокачка слишком отвлекает от ролевого отыгрыша, мир и персонажи, на его взгляд, выписаны красочно, но плоско, а некоторым событиям недостаёт логики — идея с реинкарнациями после смерти, по мнению Дуванова, «приносит больше вреда, чем пользы». Обозреватель StopGame.ru Катерина Краснопольская посчитала недостатком игры, особенно с четвёртой главы, необходимость «играть в калькулятор», следить за характеристиками персонажа, чтобы неудачным решением не отправить его в могилу. При этом, по её мнению, игра увлекает подачей и историей — сеттинг оригинален, а текст «складно и увлекательно написан». Автор обзора Riot Pixels Ярослав Гафнер охарактеризовал Brante как «неплохую текстовую RPG с разочаровывающей концовкой» — финал игры он счёл скомканным и лишённым динамики; он также жаловался на нелогичные, по его мнению, перемены в поведении персонажей и несоответствие между текстом и иллюстрациями.